# Vouzon
Vouzon é uma comuna francesa na região administrativa do Centro, no departamento Loir-et-Cher. Estende-se por uma área de 77,54 km². Em 2010 a comuna tinha 1 506 habitantes (densidade: 19,4 hab./km²).